# Tinajo
Tinajo ist eine der sieben Gemeinden der Kanareninsel Lanzarote. Auf dem nachhaltig von Vulkanausbrüchen geprägten Gemeindegebiet liegt der größte Teil des  Nationalparks Timanfaya sowie ein Teil der Schutzgebiete Parque Rural de los Volcanes (deutsch Naturpark der Vulkane) und das Weinanbaugebiet La Geria, zusammengenommen stehen zwei Drittel der Gemeinde unter Schutz.  Einzig große touristische Ansiedlung ist im Ortsteil La Santa ein weithin bekanntes Sporthotel.

## Orte der Gemeinde
Zur Gemeinde gehören neben dem Hauptort Tinajo die Dörfer Mancha Blanca, La Santa, La Vegueta und El Cuchillo. Die Gesamteinwohnerzahl  beläuft sich auf 6573 (Stand 2022). Rund um die Dörfer werden im Trockenfeldbau Wein und Zwiebeln angebaut.

## Geschichte
Der Ort erlangte seine Unabhängigkeit als Gemeinde im Jahre 1802. Tinajos Geschichte ist zugleich die Geschichte der großen Vulkanausbrüche auf Lanzarote. Während der sechsjährigen Eruptionsserie zwischen 1730 und 1736 wurde ein Großteil der benachbarten Orte unter den Lavaströmen begraben, viele Menschen fanden damals in Tinajo Zuflucht. Bei den Ausbrüchen von 1824 entstanden südwestlich von dem Hauptort mit der Montaña El Chinero und Tinguatón zwei neue Vulkane.

## Sehenswürdigkeiten
Die Pfarrkirche San Roque stammt aus dem späten 18. Jahrhundert. Dass sie von vorne dreischiffig wirkt, liegt an der links angebauten Taufkapelle mit dem steinernen Taufbecken. In den angrenzenden Räumen werden Prozessionsfiguren aufbewahrt, wie beispielsweise der auf einem Esel reitende Santiago. Im Hauptschiff befindet sich eine fein geschnitzte Mudéjar-Decke, deren Felder blau und rot gefasst sind. Auffallend an der teils vergoldeten, weiß gerahmten Hauptaltarwand ist das Kruzifix des kanarischen Bildhauers José Luján Pérez. Erwähnenswert ist auch ein Marienbildnis seines Schülers Fernando Estévez.

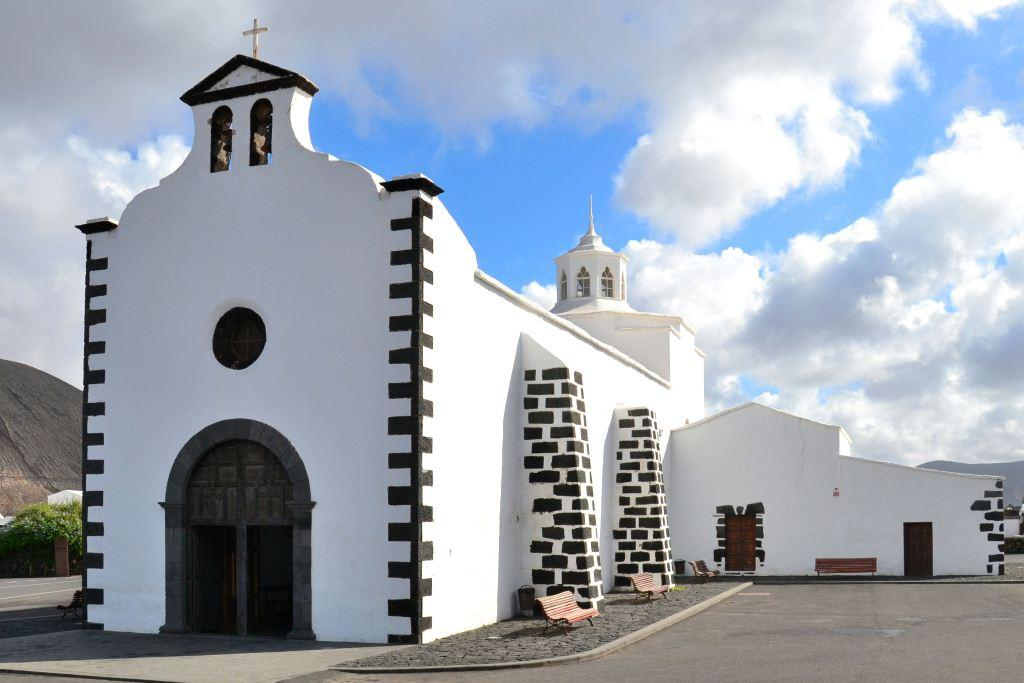
Wallfahrtskirche Los Dolores

In dem fast mit dem Hauptort zusammengewachsenen Nachbarort Mancha Blanca steht die 1862 fertiggestellte Wallfahrtskirche Nuestra Señora de los Dolores, zu der alljährlich am 15. September eine große Wallfahrt abgehalten wird, mit der an die Vulkanausbrüche im 18. und 19. Jahrhundert gedacht wird.

## Sport
In Tinajo gibt es eine große Ringkampfarena (spanisch Terrero), das lokale Team gehört zu den besten Mannschaften der Kanaren.

## Vulkan- und Küstenwanderungen

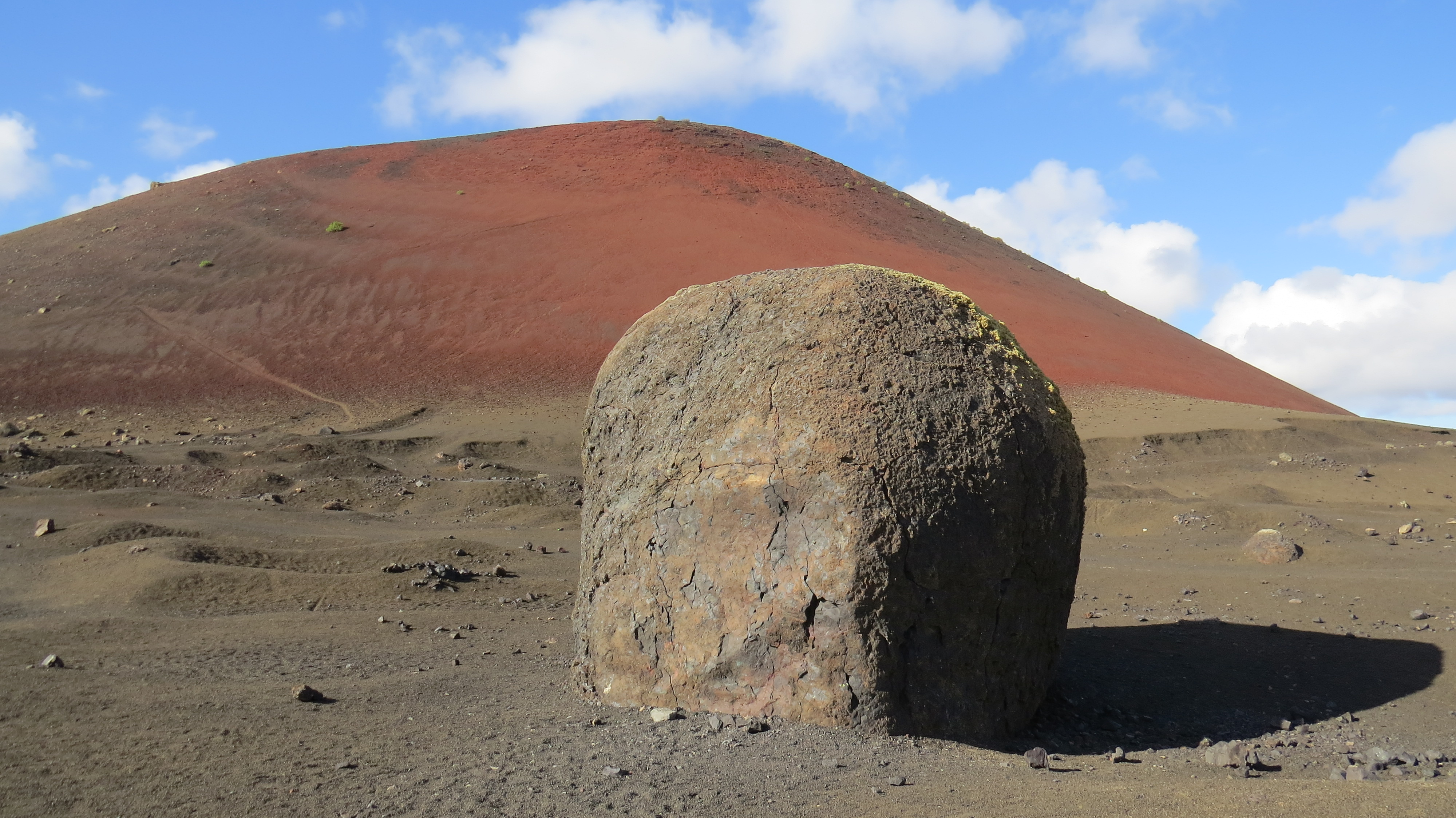
Montaña Colorada

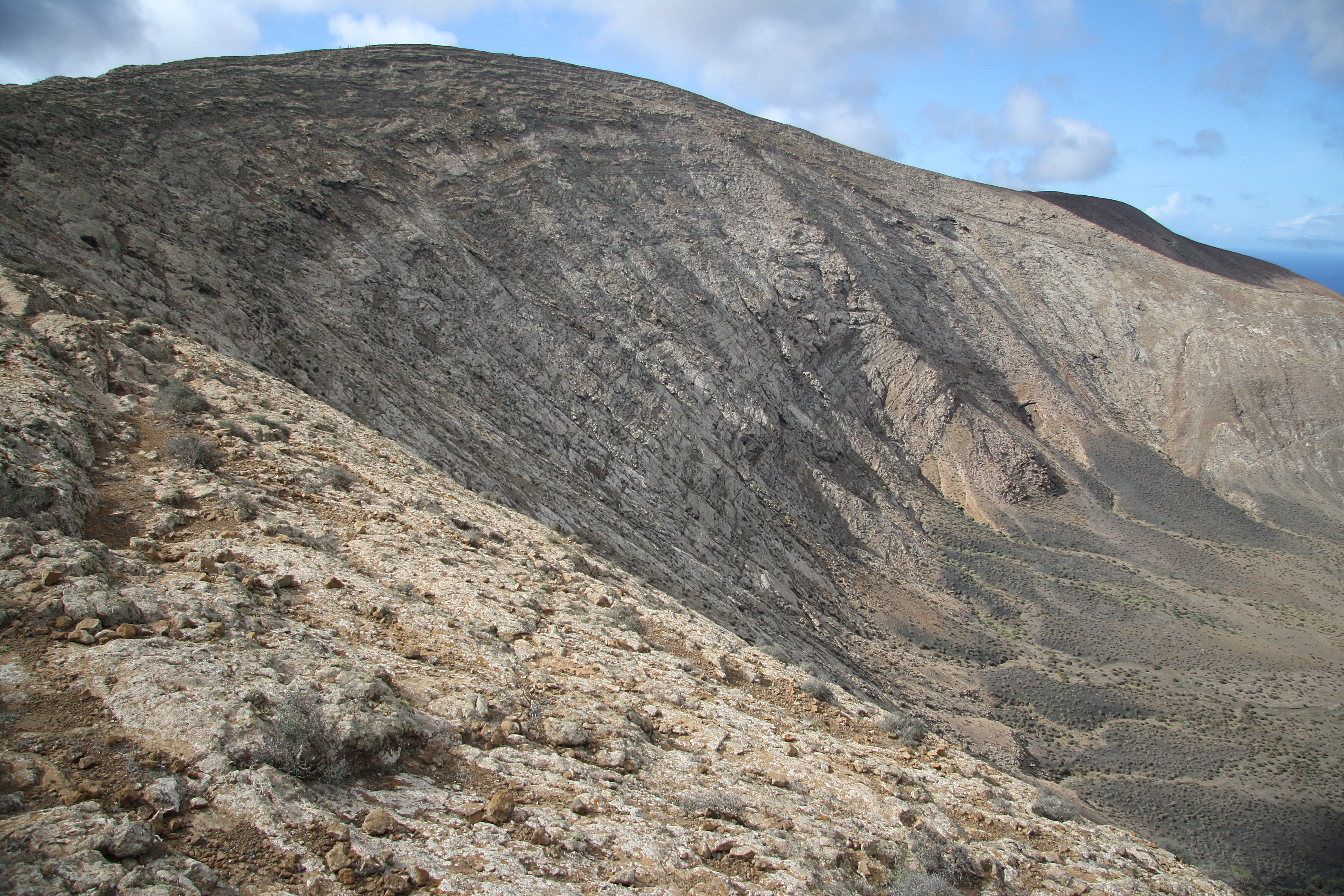
Caldera Blanca

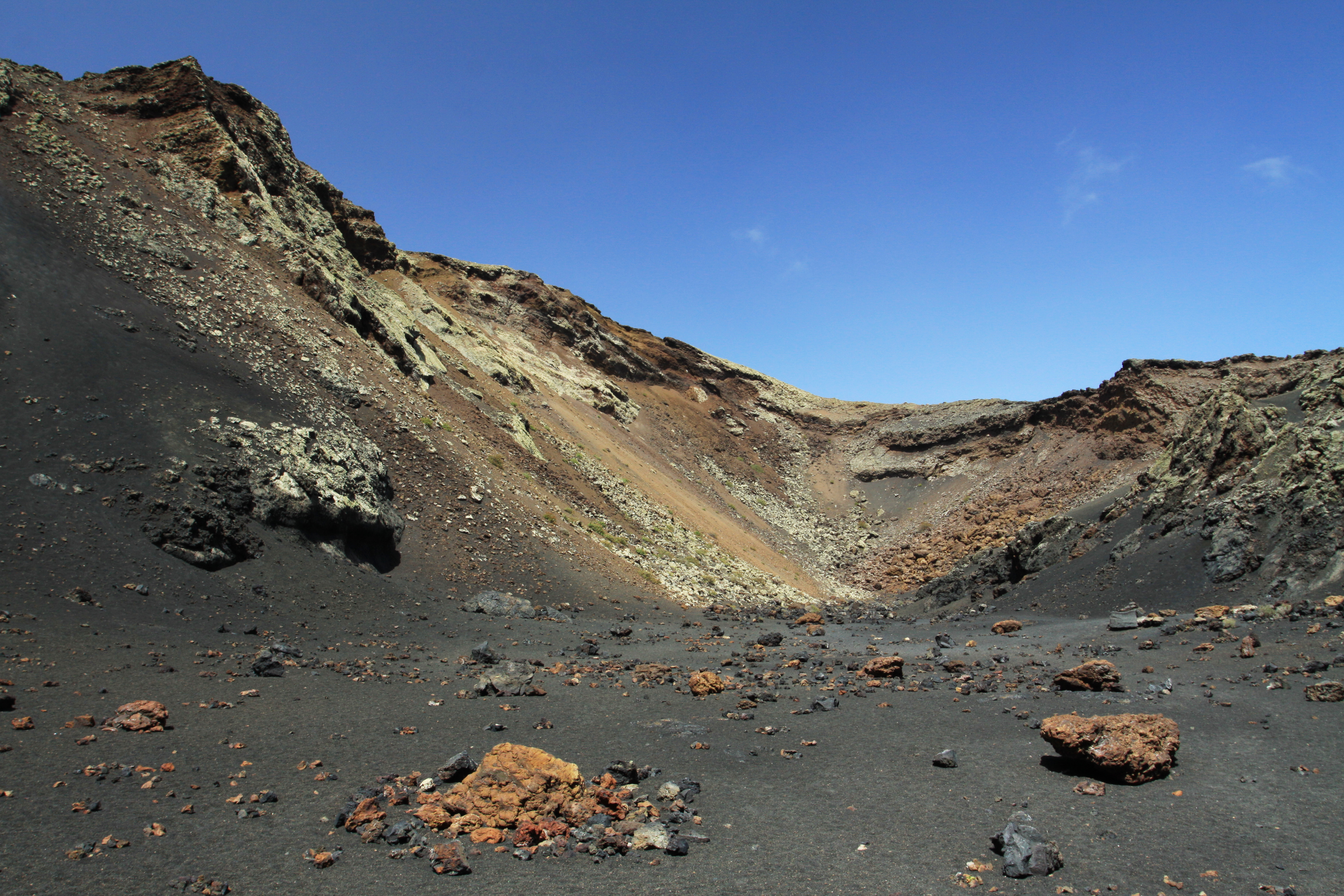
Caldera de los Cuervos

Im Gemeindegebiet von Tinajo liegen einige der spektakulärsten Wanderwege Lanzarotes. Sehr beliebt sind u. a. die Umrundung der Montaña Colorada und der Caldera de los Cuervos sowie die Besteigung von Caldera Blanca und Montaña de los Rodeos.
Westlich von Tinajo beginnt an der Playa de la Madeira die nicht einfach begehbare zwölf Kilometer lange Ruta del Litoral (deutsch Küstenroute), der durch den Nationalpark Timanfaya bis nach El Golfo gefolgt werden kann. An der Küste des Naturparks Los Volcanes führt von der Sommerhauskolonie Tenezar ein ebenfalls ruppiger Küstenpfad nach Westen zur Playa Soleta.